# The Who Tour 1975

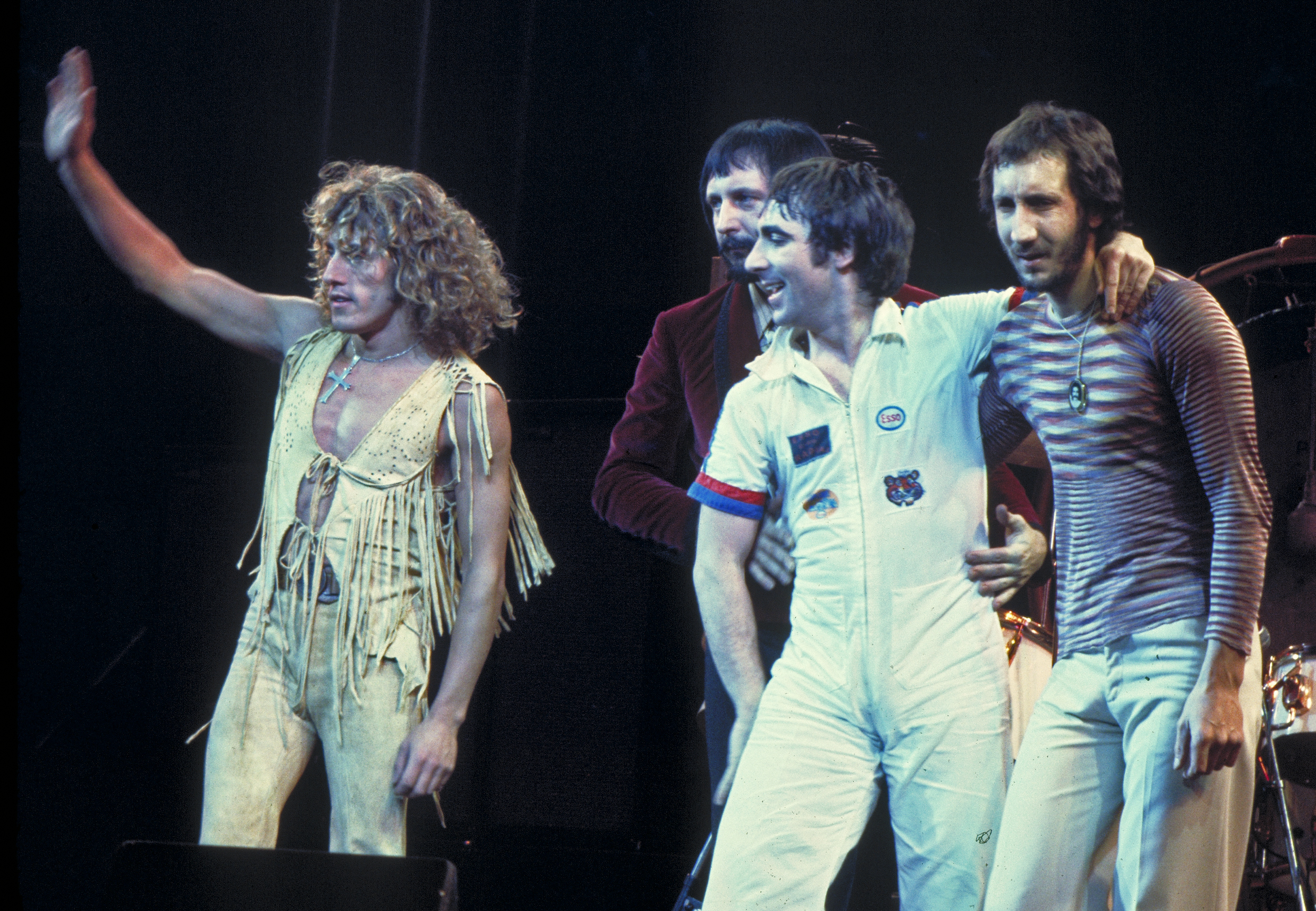
The Who Tour en Chicago, año 1975.

The Who Tour 1975 fue una gira de conciertos por parte de la banda británica The Who.

## Miembros de la banda
- Roger Daltrey - voz, armónica
- Pete Townshend - guitarra, voz
- John Entwistle - bajo, voz
- Keith Moon - batería, percusión, voz

## Lista de temas
1. "Substitute"
2. "I Can't Explain"
3. "Squeeze Box"
4. "Heaven and Hell" (John Entwistle) (dropped after 16 October)
5. "Tattoo" (dropped after 16 October)
6. "Baba O'Riley"
7. "Behind Blue Eyes"
8. "Amazing Journey"/"Sparks"
9. "Eyesight to the Blind" (Sonny Boy Williamson) (dropped after 15 October)
10. "The Acid Queen"
11. "Fiddle About" (Entwistle)
12. "Pinball Wizard"
13. "I'm Free"
14. "Tommy's Holiday Camp" (Keith Moon)
15. "We're Not Gonna Take It"/"See Me, Feel Me"
16. "Summertime Blues" (Eddie Cochran, Jerry Capehart)
17. "Drowned" (dropped after 7 October)
18. "5.15" (dropped after 16 October)
19. "My Generation Blues"
20. "My Generation"
21. "Join Together"
22. "Magic Bus" (only on 4, 7 and 15 October)
23. "Naked Eye" (only on 4, 7 and 15 October)
24. "Won't Get Fooled Again"

- "Bell Boy"
  - Performed on 3 October.
- "The Punk and the Godfather"
  - Performed on 3 October.
- "Let's See Action"
  - Performed on 7 October.
- "However Much I Booze"
  - Performed on 15, 16, 19, 21, 23 & 24 October.
- "Bargain"
  - Performed on 15, 16, 19, 21 & 24 October.
- "Hi-Heel Sneakers" (Robert Higginbotham)
  - Performed on 19 October.
- "Dreaming from the Waist"
  - Performed on 19, 21, 23 & 24 October.
- "Boris the Spider" (Entwistle)
  - Performed on 21, 23 & 24 October.
- "Maybellene" (Chuck Berry)
  - Performed on 21 October.
- "Johnny B. Goode" (Berry)
  - Performed on 23 October.

1. "Substitute"
2. "I Can't Explain"
3. "Squeeze Box"
4. "Boris the Spider" (John Entwistle)
5. "Baba O'Riley"
6. "Behind Blue Eyes" (not on 2 November)
7. "Dreaming from the Waist"
8. "Amazing Journey"/"Sparks"
9. "The Acid Queen"
10. "Fiddle About" (Entwistle)
11. "Pinball Wizard"
12. "I'm Free"
13. "Tommy's Holiday Camp" (Keith Moon)
14. "We're Not Gonna Take It"/"See Me, Feel Me"
15. "Summertime Blues" (Eddie Cochran, Jerry Capehart)
16. "Bargain" (dropped after 3 November)
17. "My Generation"
18. "Won't Get Fooled Again"

1. "I Can't Explain"
2. "Substitute"
3. "Squeeze Box"
4. "Baba O'Riley"
5. "Boris the Spider" (John Entwistle)
6. "Drowned"
7. "However Much I Booze" (dropped after 23 November)
8. "Dreaming from the Waist"
9. "Behind Blue Eyes"
10. "Amazing Journey"/"Sparks"
11. "The Acid Queen"
12. "Fiddle About" (Entwistle)
13. "Pinball Wizard"
14. "I'm Free"
15. "Tommy's Holiday Camp" (Keith Moon)
16. "We're Not Gonna Take It"/"See Me, Feel Me"
17. "Summertime Blues" (Eddie Cochran, Jerry Capehart)
18. "My Generation"
19. "Join Together" (not on 24 and 25 November)
20. "Road Runner" (Ellas McDaniel) (not on 25 November)
21. "Won't Get Fooled Again"

1. "I Can't Explain"
2. "Substitute"
3. "My Wife" (John Entwistle)
4. "Baba O'Riley"
5. "Squeeze Box"
6. "Behind Blue Eyes"
7. "Dreaming from the Waist"
8. "Boris the Spider" (Entwistle)
9. "Magic Bus"
10. "Amazing Journey"/"Sparks"
11. "The Acid Queen"
12. "Fiddle About" (Entwistle)
13. "Pinball Wizard"
14. "I'm Free"
15. "Tommy's Holiday Camp" (Keith Moon)
16. "We're Not Gonna Take It"/"See Me, Feel Me"
17. "Summertime Blues" (Eddie Cochran, Jerry Capehart)
18. "My Generation"
19. "Join Together"
20. "My Generation Blues" (not on 14 and 15 December)
21. "Road Runner" (Ellas McDaniel) (not on 15 December)
22. "Won't Get Fooled Again"

1. "I Can't Explain"
2. "Substitute"
3. "My Wife" (John Entwistle)
4. "Baba O'Riley"
5. "Squeeze Box"
6. "Behind Blue Eyes"
7. "Dreaming from the Waist"
8. "Boris the Spider" (Entwistle)
9. "Magic Bus"
10. "Amazing Journey"/"Sparks"
11. "The Acid Queen"
12. "Fiddle About" (Entwistle)
13. "Pinball Wizard"
14. "I'm Free"
15. "Tommy's Holiday Camp" (Keith Moon)
16. "We're Not Gonna Take It"/"See Me, Feel Me"
17. "Summertime Blues" (Eddie Cochran, Jerry Capehart)
18. "My Generation"
19. "Join Together"
20. "My Generation Blues"
21. "Road Runner" (Ellas McDaniel)
22. "Spoonful" (Willie Dixon)
23. "Won't Get Fooled Again"

## Fechas de la gira
| Fecha                   | Ciudad                     | País          | Lugar                                                   |
| Reino Unido             | Reino Unido                | Reino Unido   | Reino Unido                                             |
| ----------------------- | -------------------------- | ------------- | ------------------------------------------------------- |
| 3 de octubre de 1975    | Stafford                   | England       | New Bingley Hall                                        |
| 4 de octubre de 1975    | Stafford                   | England       | New Bingley Hall                                        |
| 6 de octubre de 1975    | Manchester                 | England       | Kings Hall                                              |
| 7 de octubre de 1975    | Manchester                 | England       | Kings Hall                                              |
| 15 de octubre de 1975   | Glasgow                    | Scotland      | Apollo Theatre                                          |
| 16 de octubre de 1975   | Glasgow                    | Scotland      | Apollo Theatre                                          |
| 18 de octubre de 1975   | Leicester                  | England       | Granby Halls                                            |
| 19 de octubre de 1975   | Leicester                  | England       | Granby Halls                                            |
| 21 de octubre de 1975   | London                     | England       | Wembley Arena                                           |
| 23 de octubre de 1975   | London                     | England       | Wembley Arena                                           |
| 24 de octubre de 1975   | London                     | England       | Wembley Arena                                           |
| Europa                  |                            |               |                                                         |
| 27 de octubre de 1975   | Róterdam                   | Netherlands   | Ahoy Rotterdam                                          |
| 29 de octubre de 1975   | Bremen                     | Germany       | Stadthalle Bremen                                       |
| 30 de octubre de 1975   | Düsseldorf                 | Germany       | Philips Halle                                           |
| 31 de octubre de 1975   | Düsseldorf                 | Germany       | Philips Halle                                           |
| 2 de noviembre de 1975  | Stuttgart                  | Germany       | Messehalle                                              |
| 3 de noviembre de 1975  | Stuttgart                  | Germany       | Messehalle                                              |
| 6 de noviembre de 1975  | Ludwigshafen               | Germany       | Friedrich-Ebert-Halle                                   |
| 7 de noviembre de 1975  | Ludwigshafen               | Germany       | Friedrich-Ebert-Halle                                   |
| Estados Unidos          |                            |               |                                                         |
| 20 de noviembre de 1975 | Houston, Texas             | United States | The Summit                                              |
| 21 de noviembre de 1975 | Baton Rouge, Louisiana     | United States | LSU Assembly Center                                     |
| 23 de noviembre de 1975 | Memphis, Tennessee         | United States | Mid-South Coliseum                                      |
| 24 de noviembre de 1975 | Atlanta, Georgia           | United States | The Omni                                                |
| 25 de noviembre de 1975 | Murfreesboro, Tennessee    | United States | Murphy Center                                           |
| 27 de noviembre de 1975 | Hampton, Virginia          | United States | Hampton Roads Coliseum                                  |
| 28 de noviembre de 1975 | Greensboro, North Carolina | United States | Greensboro Coliseum                                     |
| 30 de noviembre de 1975 | Bloomington, Indiana       | United States | Assembly Hall                                           |
| 1 de diciembre de 1975  | Kansas City, Misuri        | United States | Kemper Arena                                            |
| 2 de diciembre de 1975  | Des Moines, Iowa           | United States | Veterans Memorial Auditorium                            |
| 4 de diciembre de 1975  | Chicago, Illinois          | United States | Chicago Stadium                                         |
| 5 de diciembre de 1975  | Chicago, Illinois          | United States | Chicago Stadium                                         |
| 6 de diciembre de 1975  | Pontiac, Míchigan          | United States | Pontiac Silverdome (Attendance: 75,962 – Opening Night) |
| 8 de diciembre de 1975  | Cincinnati, Ohio           | United States | Riverfront Coliseum                                     |
| 9 de diciembre de 1975  | Richfield, Ohio            | United States | Richfield Coliseum                                      |
| 10 de diciembre de 1975 | Buffalo, New York          | United States | Buffalo Memorial Auditorium                             |
| 12 de diciembre de 1975 | Toronto                    | Canadá        | Maple Leaf Gardens                                      |
| 13 de diciembre de 1975 | Providence, Rhode Island   | United States | Providence Civic Center                                 |
| 14 de diciembre de 1975 | Springfield, Massachusetts | United States | Springfield Civic Center                                |
| 15 de diciembre de 1975 | Philadelphia, Pennsylvania | United States | The Spectrum                                            |
| Reino Unido             |                            |               |                                                         |
| 21 de diciembre de 1975 | London                     | England       | Hammersmith Odeon                                       |
| 22 de diciembre de 1975 | London                     | England       | Hammersmith Odeon                                       |
| 23 de diciembre de 1975 | London                     | England       | Hammersmith Odeon                                       |